# 397 Vienna
397 Vienna este un asteroid din centura principală, descoperit pe 19 decembrie 1894, de Auguste Charlois.